# Post Boy
Publié trois fois par semaine, le Post Boy a été fondé à la fin du XVIIe siècle, par l'un des réfugiés huguenots à Londres. C'était, avec le Post Man, fondé aussi par un français, l'un des trois journaux de Londres à être expédié systématiquement à ses lecteurs les mardi, jeudi et samedi, jours de départs de la poste britannique.

## Histoire
Le Post Boy fut précédé par d'autres publications similaires comme celle que le huguenot Pierre Motteux fit paraître dès 1692 le Gentleman's magazine. Souvent comparé au Post Man, mais moins tourné vers l'international, le Post Boy avait pour rédacteur Abel Boyer(1667-1729), fils d'un consul protestant de Castres arrivé en 1689 à Londres. Plus conservateur que le Post Boy, il était un peu moins lu, avec environ 3 000 exemplaires contre 3 800 pour le rival. Le 3e journal à être publié trois fois par semaine était le Flying Post, également proche des idées du Parti whig.
Abel Roper, l'éditeur du Post Boy, avait commencé à travailler avec l'éditeur Richard Baldwin, décédé en 1698, sur un quotidien, mais sans réussir à se mettre d'accord avec lui. Finalement, le premier quotidien anglais, le Daily Courant, sortira en 1701. 